# روبرت دونكان ميلن
روبرت دونكان ميلن (بالإنجليزية: Robert Duncan Milne)‏ (7 يونيو 1844 في المملكة المتحدة - 15 ديسمبر 1899، سان فرانسيسكو في الولايات المتحدة)؛ كاتب وروائي أمريكي.